# Awara (Fukui)
Pour les articles homonymes, voir Awara.
Awara (あわら市, Awara-shi) est une ville du Japon, située dans la préfecture de Fukui.

## Géographie

### Situation
Awara se situe dans le nord de la préfecture de Fukui.

### Municipalités limitrophes
| mer du Japon | Kaga  | Kaga  |
| Sakai        | Awara | Kaga  |
| Sakai        | Sakai | Sakai |

### Démographie
En août 2020, la population d'Awara s'élevait à 27 770 habitants, répartis sur une superficie de 116,98 km2.

### Hydrographie
La ville est bordée par la mer du Japon au nord-ouest.

### Climat
Awara a un climat subtropical humide caractérisé par des étés chauds et humides et des hivers froids avec de fortes chutes de neige. La température moyenne annuelle est de 14,2 °C. La pluviométrie annuelle moyenne est de 2 481 mm, septembre étant le mois le plus humide.

## Histoire
Awara a été fondée le 1er mars 2004, à partir de la fusion des anciens bourgs d'Awara et de Kanazu.

## Culture locale et patrimoine
Awara est une ville thermale qui possède quelques onsen.

## Transports
Awara est desservie par la ligne Shinkansen Hokuriku de la JR West à la gare d'Awaraonsen, ainsi que par la ligne Mikuni Awara de la compagnie Echizen Railway et la ligne Hapi-Line Fukui de la compagnie Hapi-Line Fukui.